# Георг Ліндеман
Георг Ліндеман (нім. Georg Lindemann; нар. 8 березня 1884, Остербург — пом. 25 вересня 1963, Фройденштадт) — німецький воєначальник часів Третього Рейху, генерал-полковник Вермахту (1942). Кавалер Лицарського хреста з Дубовими листям.

## Біографія
Військова кар'єра
- 18 жовтня 1903 — фенріх
- 18 серпня 1904 — лейтенант
- 18 серпня 1912 — обер-лейтенант
- 28 листопада 1914 — ротмістр
- 1 квітня 1926 — майор
- 1 лютого 1931 — оберст-лейтенант
- 1 червня 1933 — оберст
- 20 квітня 1936 — генерал-майор
- 20 квітня 1938 — генерал-лейтенант
- 1 листопада 1940 — генерал кавалерії
- 5 липня 1942 — генерал-полковник